# Dinocerata
Dinocerata är en utdöd däggdjursordning som levde från sen paleocen till sen eocen ungefär från 60 till 40 miljoner år sedan.
Dinocerata är känd från Nordamerika och Asien. De var stora hovdjur som under loppet av sin utvecklingshistoria utvecklade karakteristiska benutskott på skallbenet. Typiskt är också kombinationen av långa dolkliknande hörntänder i övre käken och lofodonta (åsbäranade) kindtänder, anpassade till växtföda, bland annat hos släktet Uintatherium.